# Афинаида Филосторгия I
Афинаида Филосторгия (др.-греч. Άθηναἷς Φιλόστοργος) — супруга царя Каппадокии Ариобарзана I, правившего с 95 по 63 или 62 годы до н. э.
Имя Афинаиды известно из надписи в Афинах, посвящённой её сыну Ариобарзану II Филопатру. О происхождении и судьбе Афинаиды исторические источники не сообщают.